# Cliff Martinez

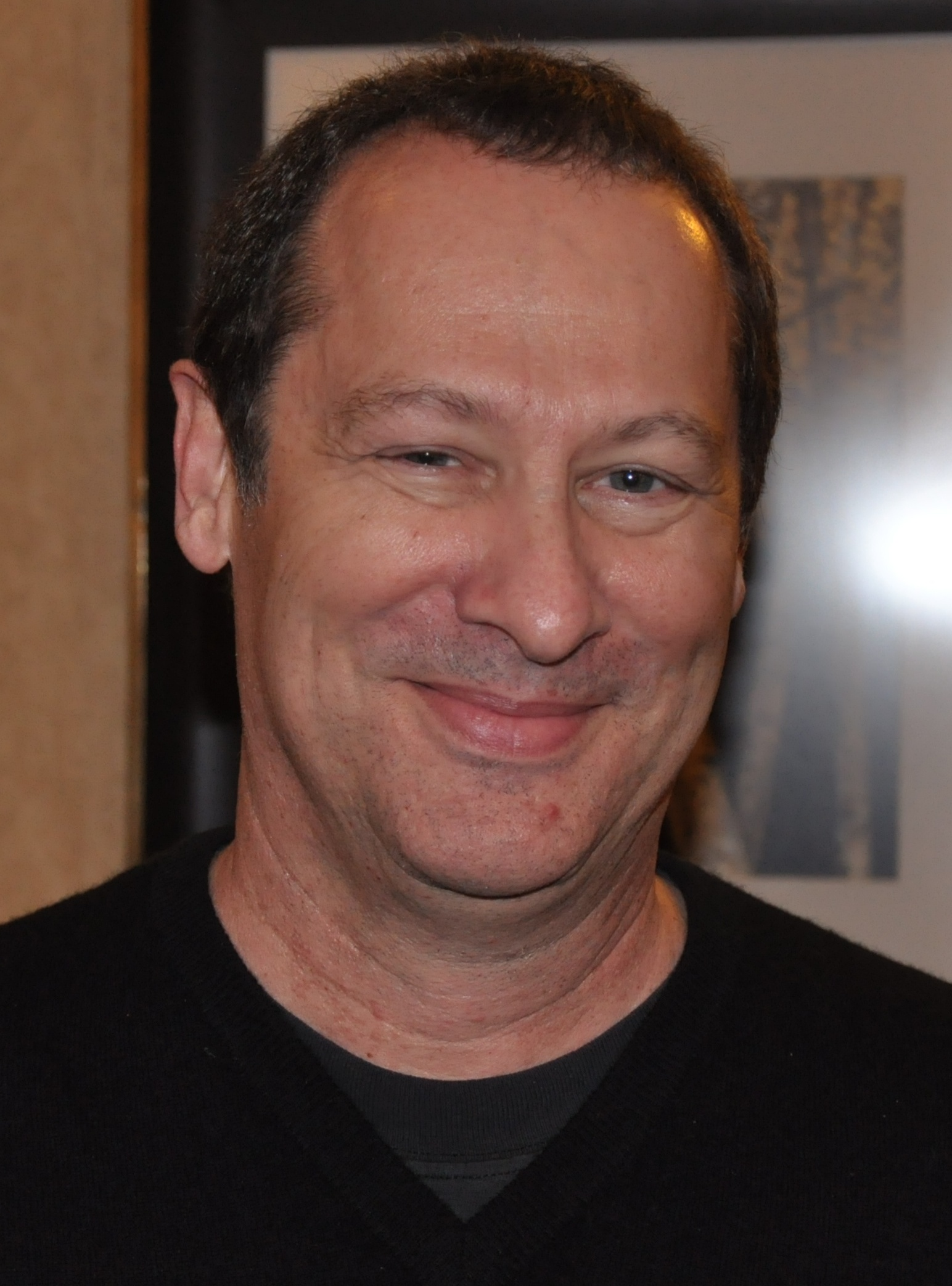
Cliff Martinez (2012)

Cliff Martinez (* 5. Februar 1954 in der Bronx, New York) ist ein US-amerikanischer Komponist von Filmmusik.

## Leben
Martinez ist seit Ende der 1980er Jahre als Komponist für Film- und Fernsehproduktionen tätig. Zudem ist er auch als Studioschlagzeuger aktiv. So gehörte er, nachdem er unter anderem bei Lydia Lunch, den Dickies, den Weirdos, Roid Rogers und bei Captain Beefheart getrommelt hatte, von 1984 bis 1985 der Rockband Red Hot Chili Peppers als Schlagzeuger an. Martinez machte sich insbesondere als der von Steven Soderbergh für dessen Filme bevorzugte Komponist einen Namen. Die Atmosphäre von Filmen wie Traffic – Macht des Kartells oder Solaris trägt im Wesentlichen seine Handschrift. Neben elektronisch geprägten Flächenklängen weisen seine Stücke häufig perkussive Stilelemente auf.

## Filmografie (Auswahl)
- 1989: Sex, Lügen und Video (Sex, Lies, and Videotape)
- 1990: Hart auf Sendung
- 1991: Kafka
- 1993: König der Murmelspieler (King of the Hill)
- 1995: Underneath
- 1996: Gray’s Anatomy
- 1996: Schizopolis
- 1999: The Limey
- 2000: Traffic – Macht des Kartells
- 2002: Narc
- 2002: Solaris
- 2003: Wonderland
- 2004: Sehnsüchtig (Wicker Park)
- 2005: Havoc
- 2006: First Snow
- 2008: Vice
- 2009: Der Retter (À l’origine)
- 2011: Der Mandant (The Lincoln Lawyer)
- 2011: Contagion (Soundtrack)
- 2011: Drive (Soundtrack)
- 2012: Arbitrage – Macht ist das beste Alibi (Arbitrage, Soundtrack)
- 2012: Spring Breakers (Soundtrack)
- 2012: The Company You Keep – Die Akte Grant (The Company You Keep)
- 2013: Only God Forgives (Soundtrack)
- 2014: Mea Culpa – Im Auge des Verbrechens (Mea culpa)
- 2014: The Normal Heart (Fernsehfilm)
- 2014–2015: The Knick (Fernsehserie)
- 2016: The Neon Demon
- 2016: War Dogs
- 2017: The Foreigner
- 2018: Criminal Squad (Den of Thieves)
- 2018: Game Night
- 2018: Hotel Artemis
- 2019: Too Old to Die Young (Fernsehserie)
- 2020: The Wilds (Fernsehserie)
- 2022: Kimi

## Auszeichnungen
Filmfestspiele von Cannes 2016 
- Auszeichnung mit dem Soundtrack-Award als Bester Filmkomponist (The Neon Demon)